# Weßlinger See
Lacul Weßling, în limba germană Weßlinger See, este un lac glaciar de apă dulce din Districtul Starnberg, Bavaria superioară (Germania), la aproximativ 30 de kilometri vest de München. El este cel mai mic din lacurile Țării de cinci Lacuri (Fünf-Seen-Land).

## Geografie
Lacul Weßling este cu o suprafață de numai 17 ha (720x240 m) și un volum de ceva mai mult de 1 km² cel mai mic din lacurile „Țării de cinci Lacuri”. El este creat de ghețari din epoca de glaciație din Alpi, nefiind însă un bazin lateral lui Ammersee ca de exemplu Pilsensee. Prin urmare, este un lac clasic de gheață moartă (germană Toteis). O mare parte a limbii ghețarului s-a rupt și a fost comprimată prin greutatea glaciarului lărgind și presată adânc sub talpa lui în rocile sedimentare ale subsolului. După retragerea ghețarului, aceste bucăți de gheață au rămas în pământ, fiind acoperite de rocă și nisip. În consecință, blocul de gheață a fost protejat de lumina directă a soarelui, dând bazinul posibilitatea de întărire. În cursul următoarelor secole, gheața s-a topit și cu ajutorul de afluențe prin ape subterane s-a format încet  lacul prezent. Această apă este izolată, fără fluxuri naturale de intrare sau ieșire, aprovizionată doar prin apele subterane.
Singura comună care are un mal cu lacul este Weßling, lacul fiind astăzi situat în centru.

## Istoric
Împrejurimile lacului au fost colonizate deja înainte de perioada romană. Comuna Weßling la malul lui este un loc cu parohie veche și a făcut parte din teritoriul Castelului Seefeld, menționat pentru prima dată în 1302 sub numele Feste Schlossberg (Fortăreața Schlossberg), a aparținut din anul 1472 conților de Toerring-Seefeld (azi ramurii Toerring-Jettenbach). După dizolvarea feudei Seefeld in 1848, satul a fost subordonat instanței de district Starnberg.
Spre sfârșitul secolului al XIX-lea au trăit mai mulți artiști la coastele lui, ca de exemlpu sculptorii cunoscuți Carl Schuch (1846-1903) și Pierre-Auguste Renoir (1841-1919).
În anul 1968, contele de Toerring a vândut comunei Weßling lacul pentru numai 200.000 DM.
Cauzat lipsei unui afluent sau defluent și alimentării exclusive prin apă subterană, lacul se încălzește foarte repede în vară și generează un deficit de oxigen. Mai departe, nici o populații de pești naturali trăiesc în el, ei trebuie să fie plasați. În anii 60 al secolului al XX-lea, calitatea apei a devenit foarte proastă printr-o eutrofizare progresivă și majoritatea peștilor a murit. Din acest motiv au fost efectuate două măsuri: în anul 1970 construcția un inel de canalizare menajeră pentru evacuarea de ape uzate, iar  la sfârșitul deceniului  instalarea unei pompe în mijlocul lacului pentru asigura aerarea apei și reglarea conținutului de oxigen. Pompa erupe în intervale regulate fântâni arteziane în aer asemănător unui gheizer.
Hrănirea pasărilor în și pe lângă lac est strict interzisă ( vezi ultima fotografie în galeria de imagini).

## Recreere și sport
Weßlinger See se ajunge ușor prin S8 (tren urban rapid) de la Aeroportul München Franz Josef Strauß peste München la Herrsching am Ammersee (stația se află la 400 m de lac), liniile autobuz 952 și  955 precum autostrada A96 (München-Lindau) cu ieșirile Wörthsee și Oberpfaffenhofen (ambele la 3 km de lac), dar există numai puține atracții turistice:
- Câteva zone de recreere cu plaje de gazon și posibilități de scăldat (cea mai mare în nord-est) foarte frecventate în sezon la sfârșit de săptămână
- Parcurs de 2,5 km pe teren plan direct în jurul lacului, bine de mers și cu copii.
- Chioșc cu toalete pe mal și câteva restaurante în localitate
- Împrumut de bărci cu vâsle sau hidrobiciclete
- Posibilități de pescuit (numai cu licență de pescuit)
- În fiecare an se organizează în primăvara „Cursa Poporului” în jurul Lacului Weßling pe o distanță de 10 km (ceea ce corespunde la patru tururi).
- Expoziție de figuri plastice în jurul lacului[7]

## Galerie de imagini

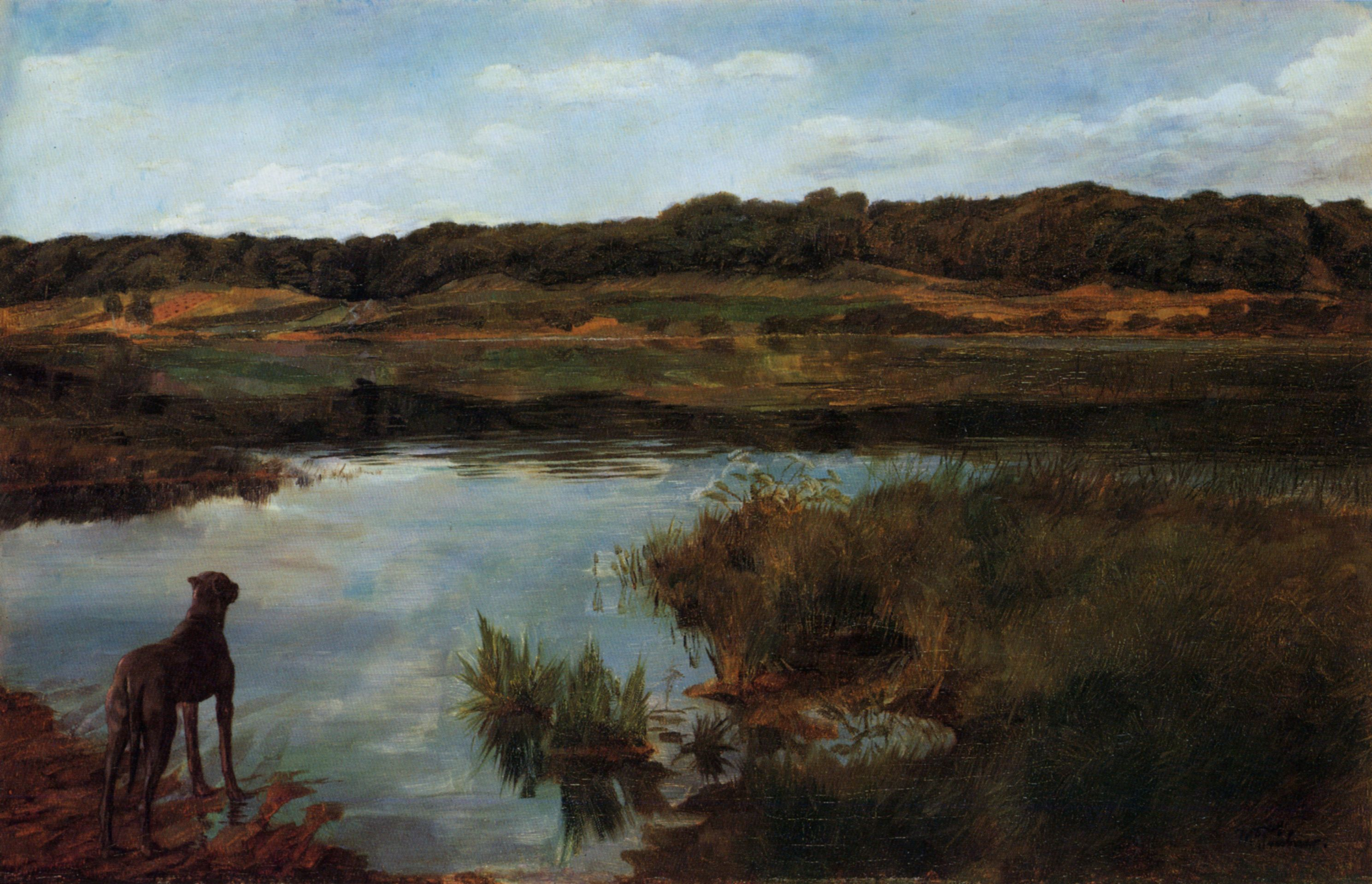
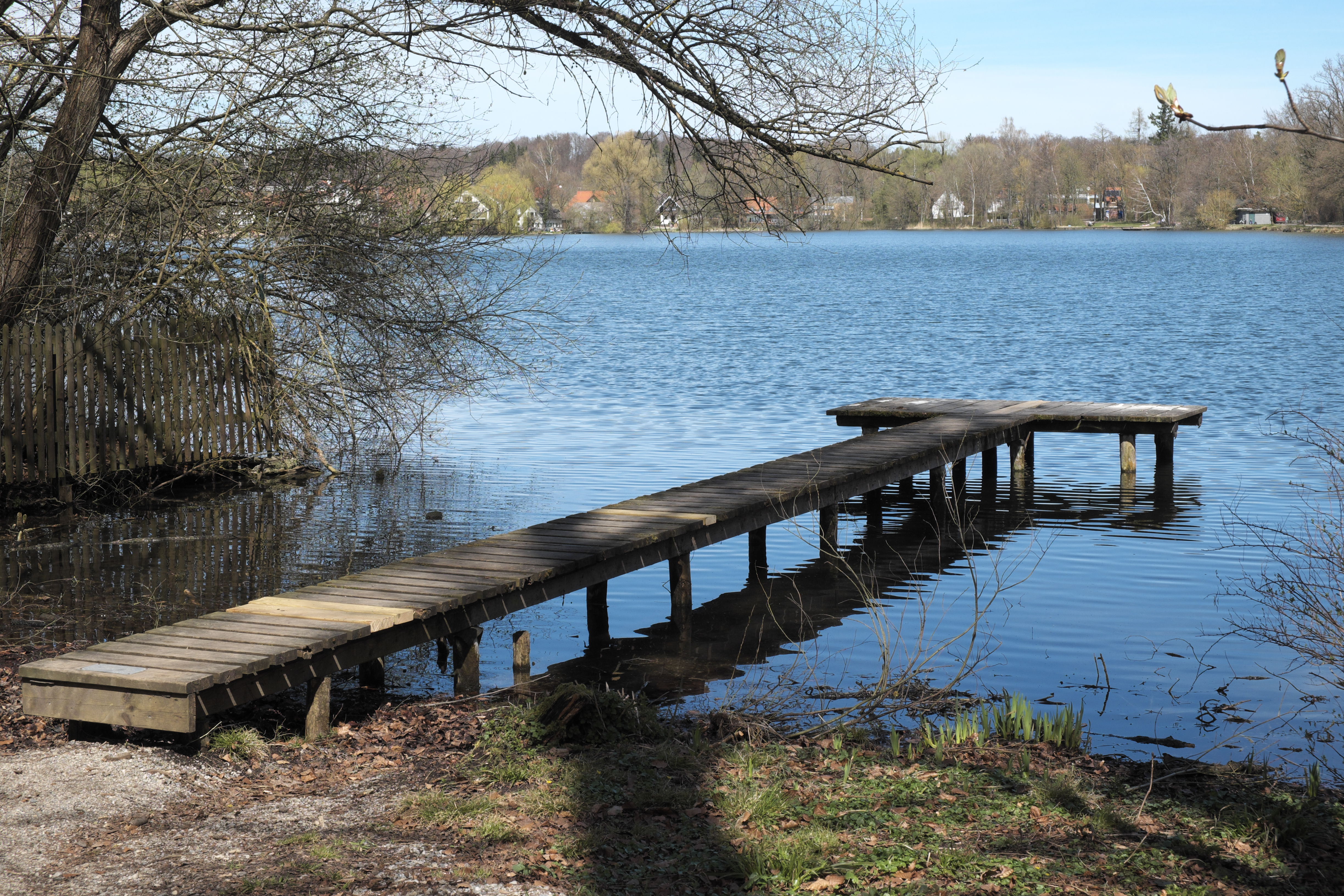
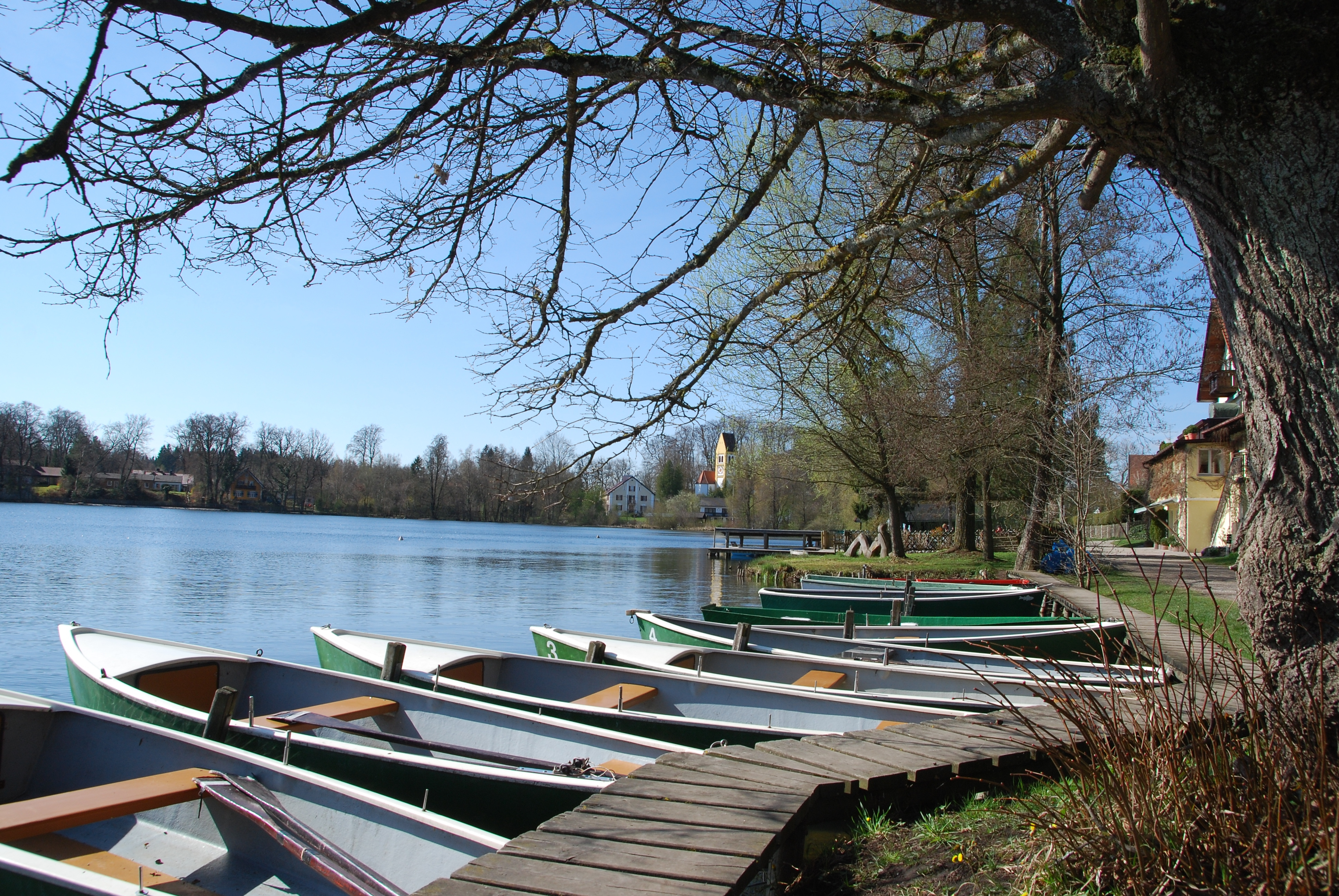
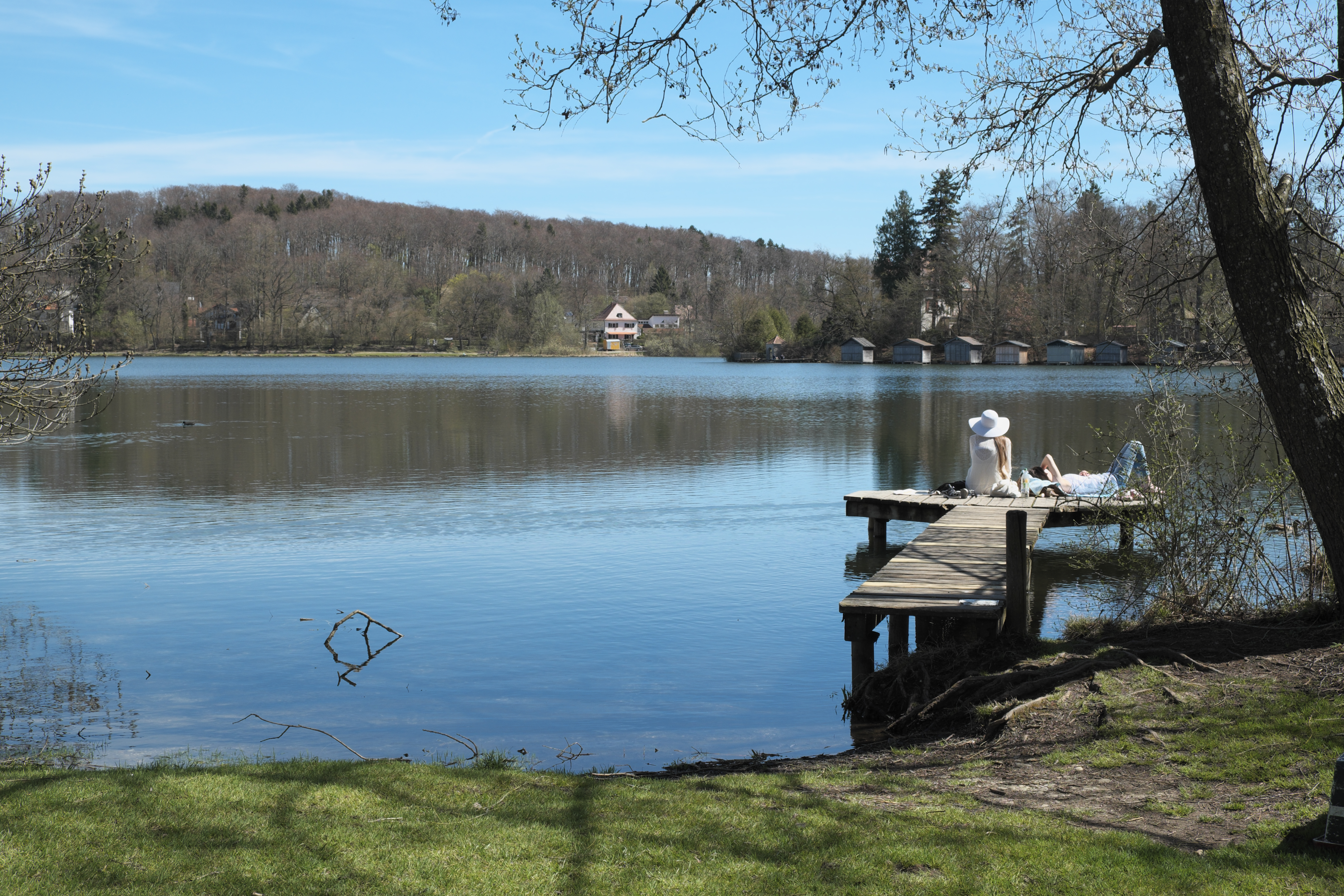
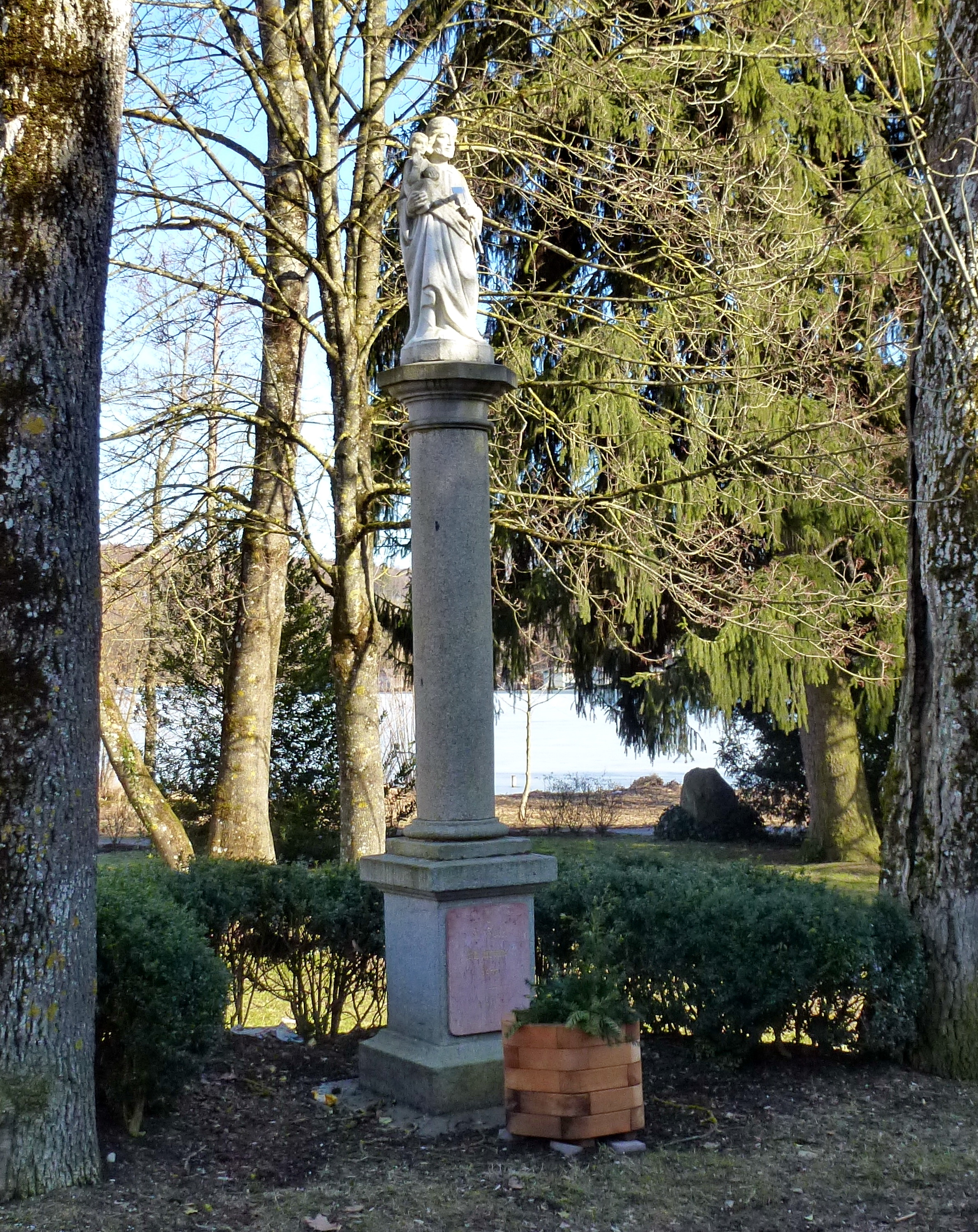
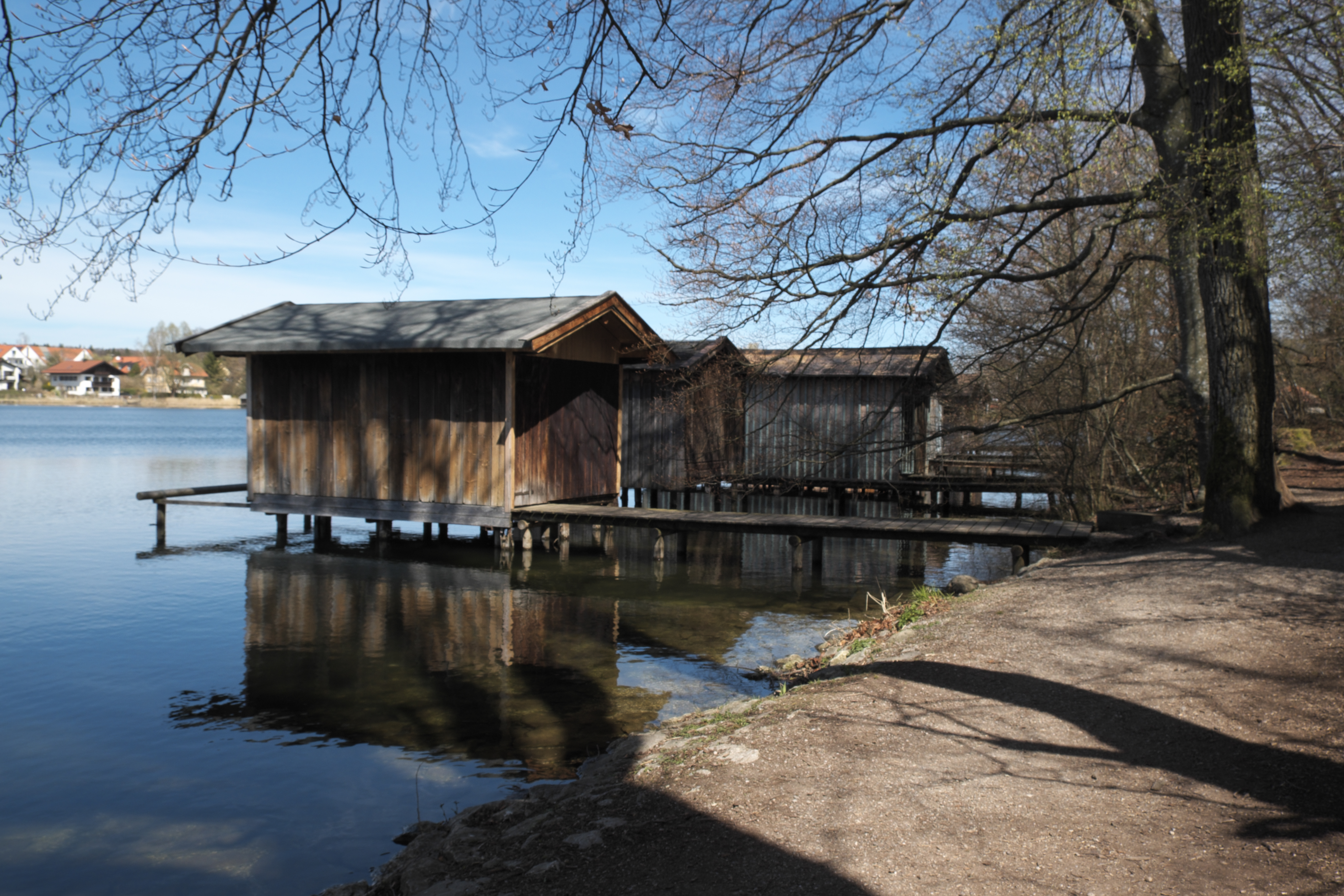
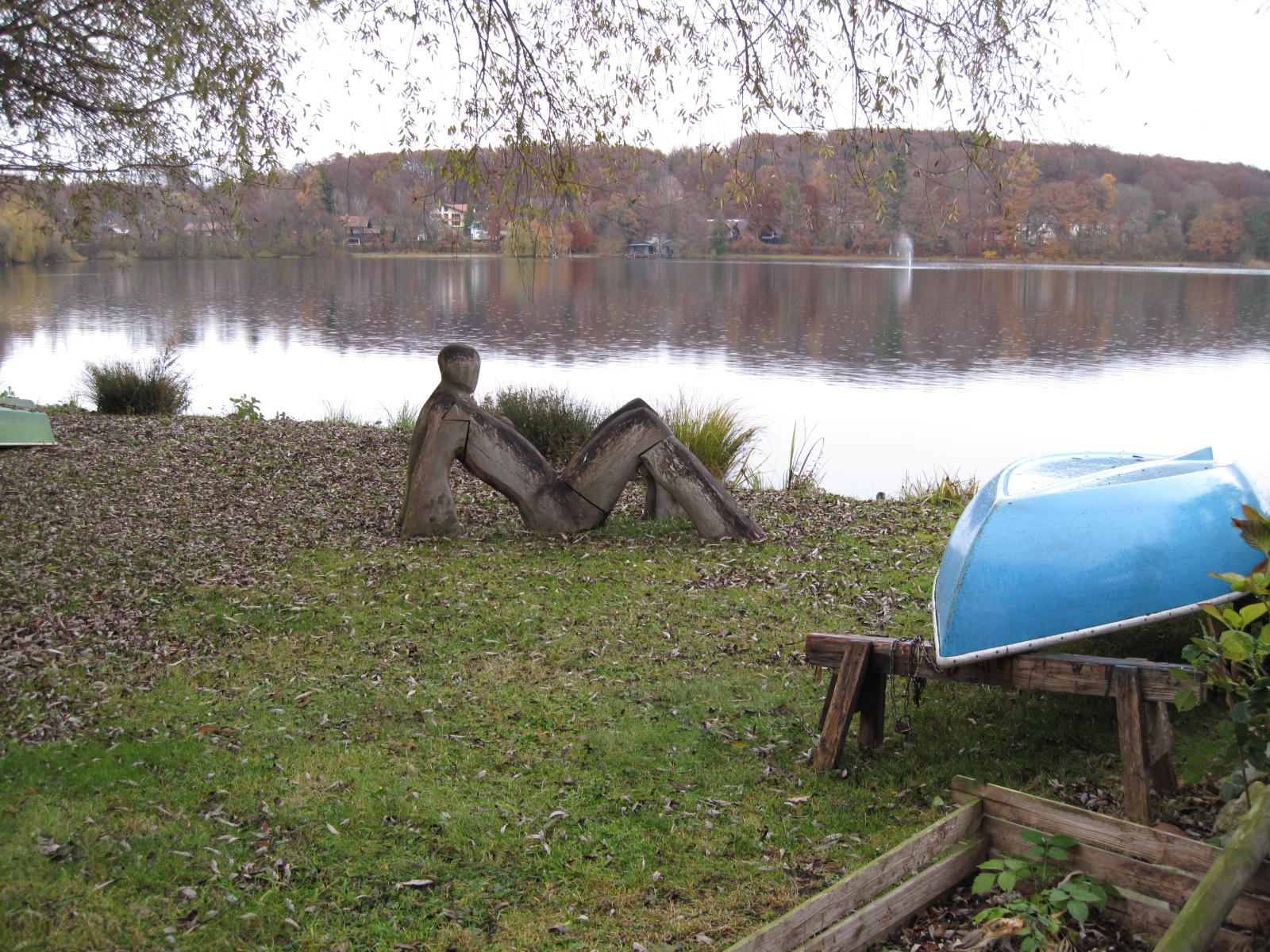
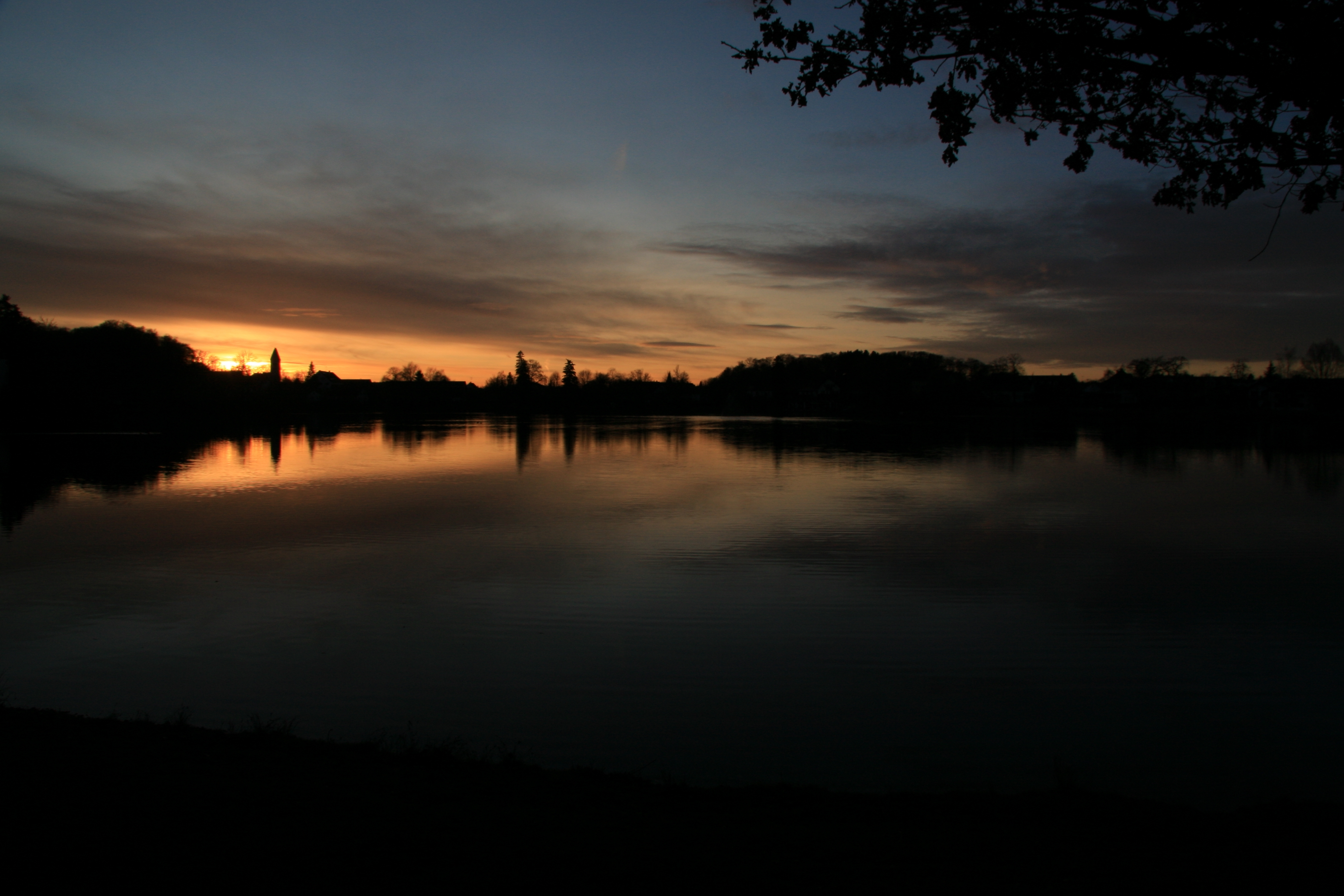
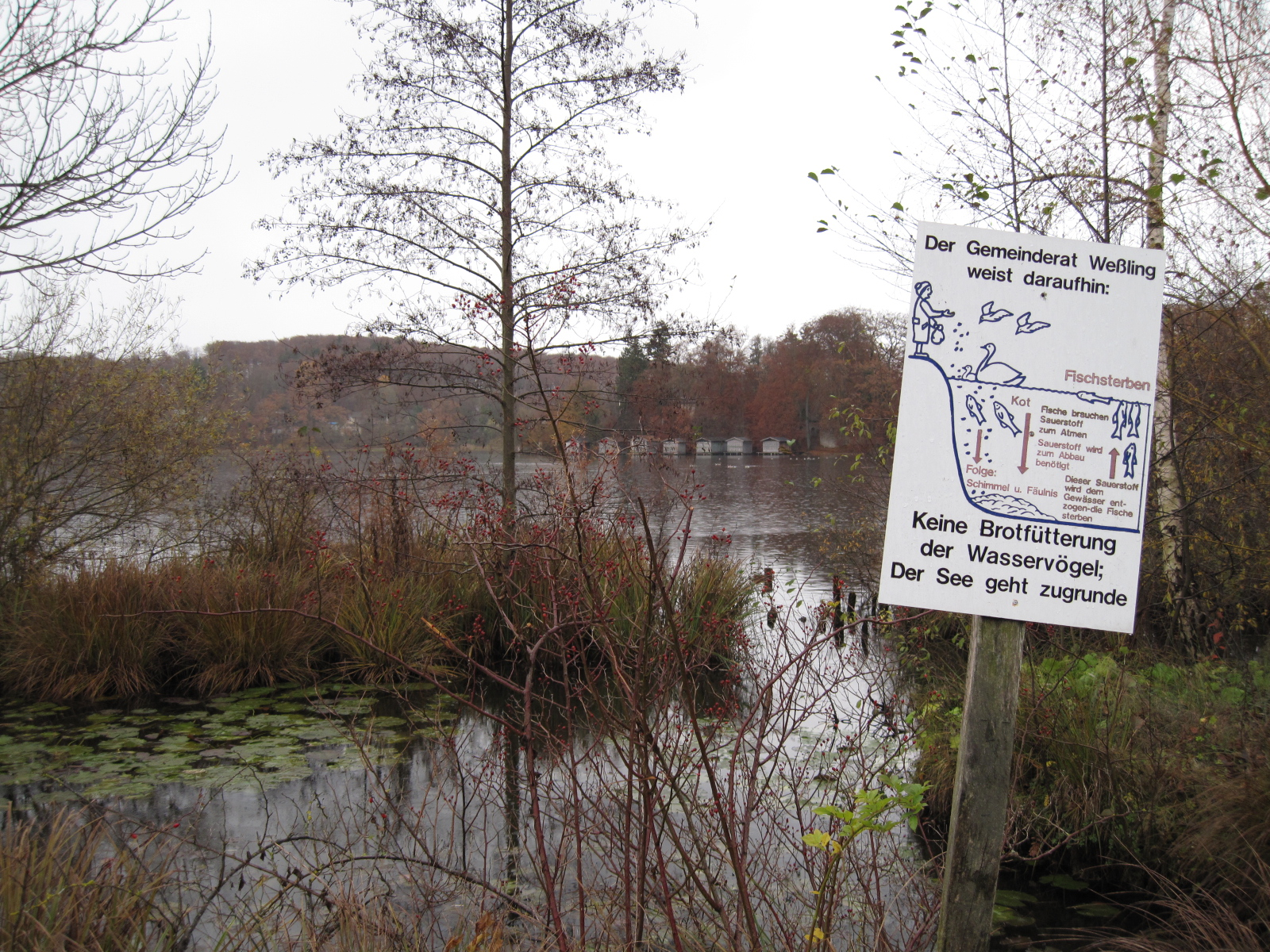